# Zdzisław Kawecki

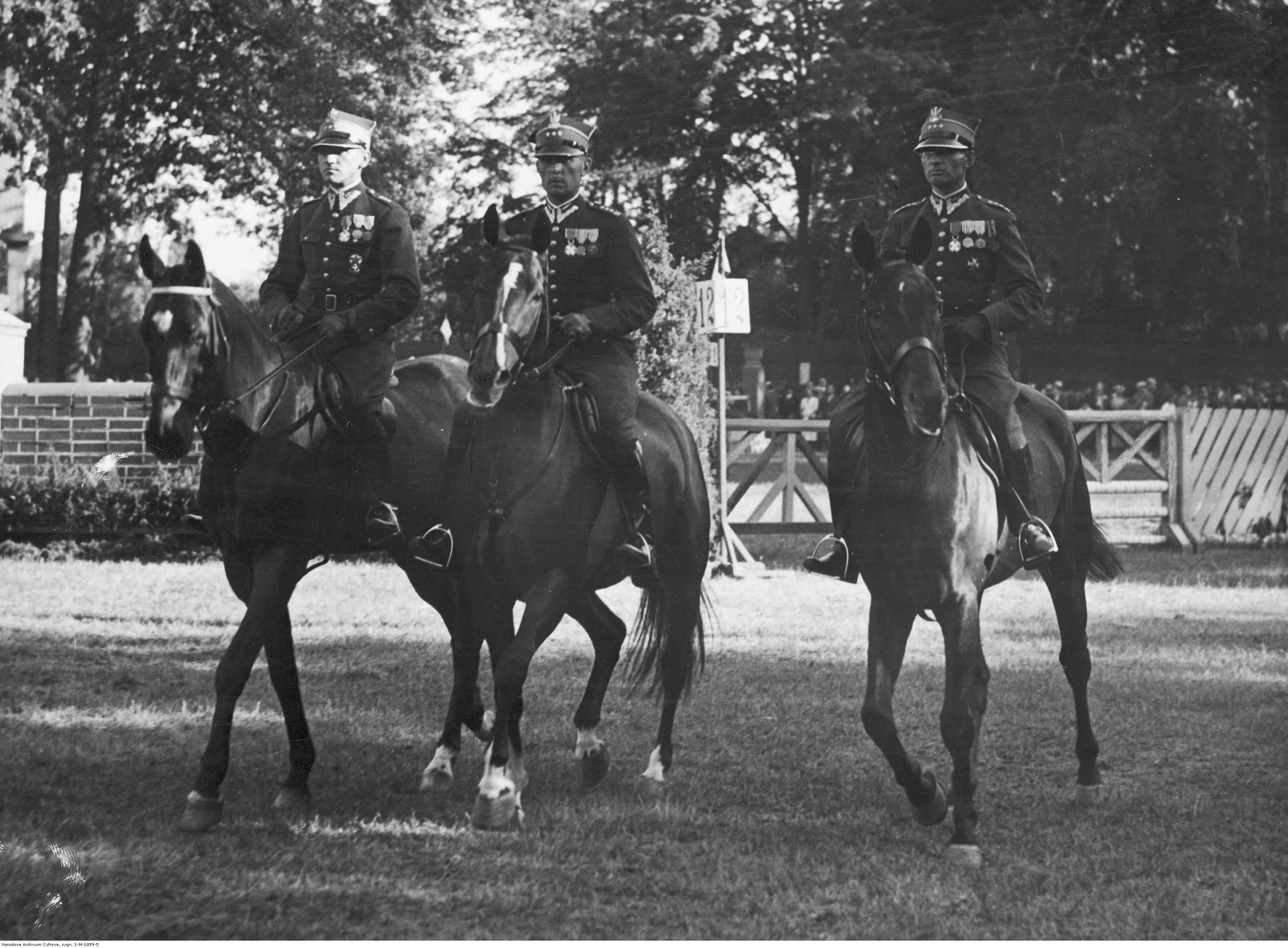
Międzynarodowe Zawody Hippiczne w Warszawie; czerwiec 1937. Ekipa polska: rtm. Seweryn Kulesza, rtm. Henryk Leliwa-Roycewicz i rtm. Zdzisław Kawecki.

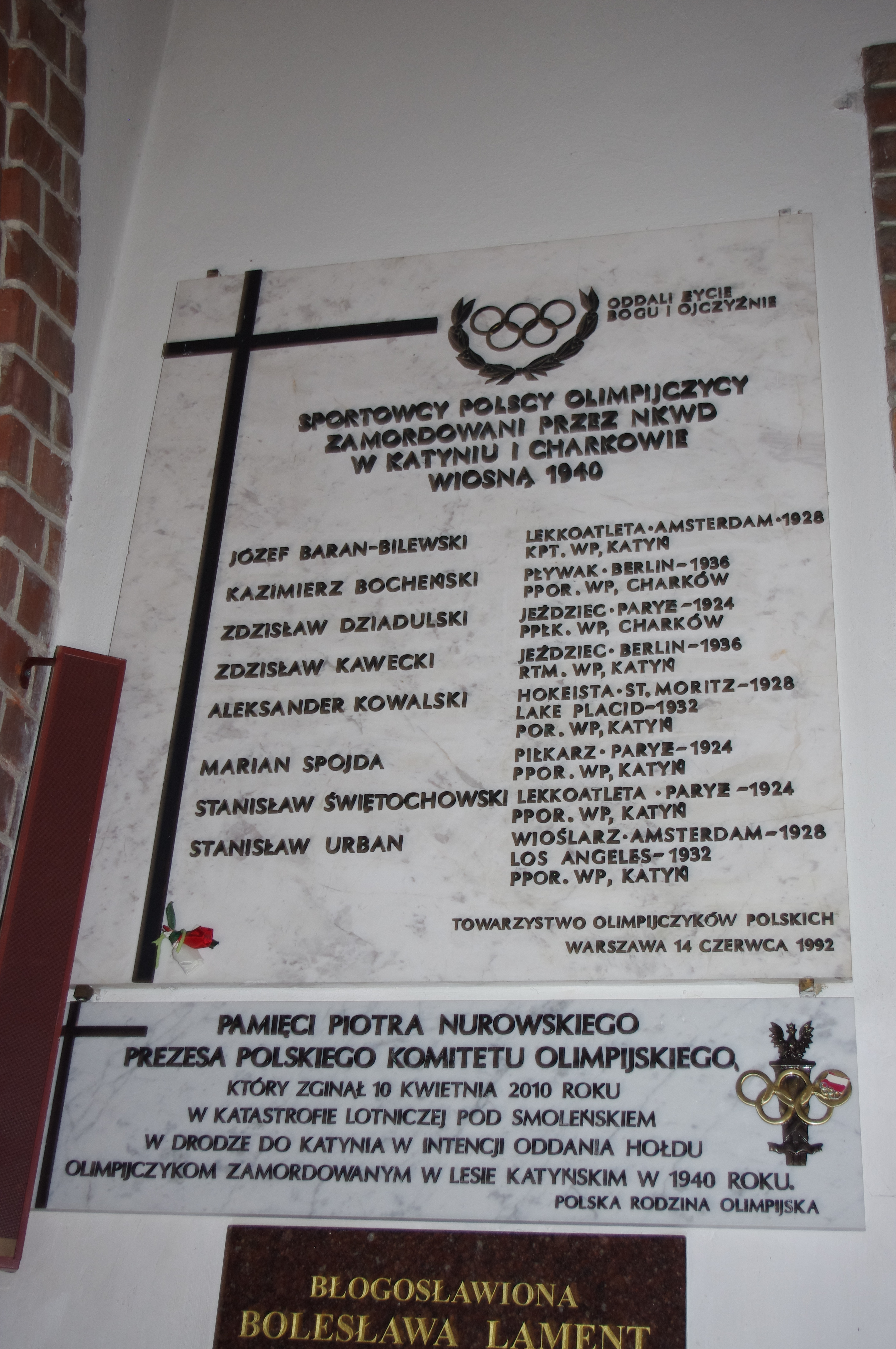
Tablica upamiętniająca polskich olimpijczyków pomordowanych przez NKWD w bazylice katedralnej św. Michała i św. Floriana w Warszawie

Zdzisław Szczęsny Kawecki h. Gozdawa (ur. 21 maja 1902 w Husiatynie, zm. 13–14 kwietnia 1940 w Katyniu) – rotmistrz Wojska Polskiego, srebrny medalista olimpijski w jeździectwie na Igrzyskach Olimpijskich w Berlinie 1936.

## Życiorys
Urodził się 21 maja 1902 w Husiatynie, w rodzinie Stanisława (1862–1934) i Jadwigi z Gańczakowskich (1874–1964). Uczęszczał do gimnazjów w Husiatynie, Wiedniu i Kołomyi. Świadectwo dojrzałości uzyskał w 1921 w Stanisławowie. W październiku 1918 wstąpił do oddziału POW w Kołomyi. Wziął udział w walkach z Ukraińcami na Pokuciu oraz w obronie Kołomyi. Od czerwca 1919 w Wojsku Polskim. Od 18 listopada 1919 do 1 marca 1920 był uczniem klasy 23. „Jazdy” Szkoły Podchorążych Piechoty w Warszawie. Po ukończeniu kursu ogólnego odbył miesięczny kurs kawaleryjski przy Centralnej Szkole Podoficerów Jazdy w Przemyślu. W czasie wojny z bolszewikami walczył w szeregach 18 pułku ułanów. 25 listopada 1920 został mianowany z dniem 1 września 1920 podporucznikiem w kawalerii. 12 lutego 1923 Prezydent RP Stanisław Wojciechowski awansował go z dniem 1 stycznia 1923 na porucznika ze starszeństwem z 1 października 1921 i 4. lokatą w korpusie oficerów jazdy. 9 kwietnia 1925 został przeniesiony do Korpusu Ochrony Pogranicza. W maju 1927 został przeniesiony do 10 pułku strzelców konnych w Łańcucie, a w październiku 1931 do Centrum Wyszkolenia Kawalerii w Grudziądzu na stanowisko instruktora jazdy konnej. Później został przeniesiony do 7 pułku strzelców konnych wielkopolskich. 27 czerwca 1935 został mianowany rotmistrzem ze starszeństwem z 1 stycznia 1935 i 5. lokatą w korpusie oficerów kawalerii. W marcu 1939 pełnił służbę na stanowisku dowódcy 4. szwadronu.
Od lat dwudziestych był cenionym jeźdźcem. Wziął udział w Igrzyskach Olimpijskich w Berlinie 1936 we Wszechstronnym Konkursie Konia Wierzchowego, gdzie indywidualnie zajął 18. miejsce, a w drużynie zdobył srebrny medal (wraz z Sewerynem Kuleszą i Henrykiem Leliwą-Roycewiczem). Ukończył WKKW pomimo złamania dwóch żeber podczas próby terenowej. Startował na koniu Bambino.
Po wybuchu II wojny światowej w kampanii wrześniowej walczył w składzie Ośrodka Zapasowego Wielkopolskiej Brygady Kawalerii. Po agresji ZSRR na Polskę z 17 września 1939 został aresztowany przez Sowietów. Był przetrzymywany w obozie w Kozielsku. 11 lub 12 kwietnia 1940 został przekazany do dyspozycji naczelnika Zarządu NKWD Obwodu Smoleńskiego. 13 lub 14 kwietnia 1940 zamordowany w Katyniu i tam pogrzebany. Jest pochowany na terenie obecnego Polskiego Cmentarza Wojennego w Katyniu. Napis "pro memoria" ku jego czci znajduje się na jednym z grobów na Cmentarzu św. Wawrzyńca we Wrocławiu. 

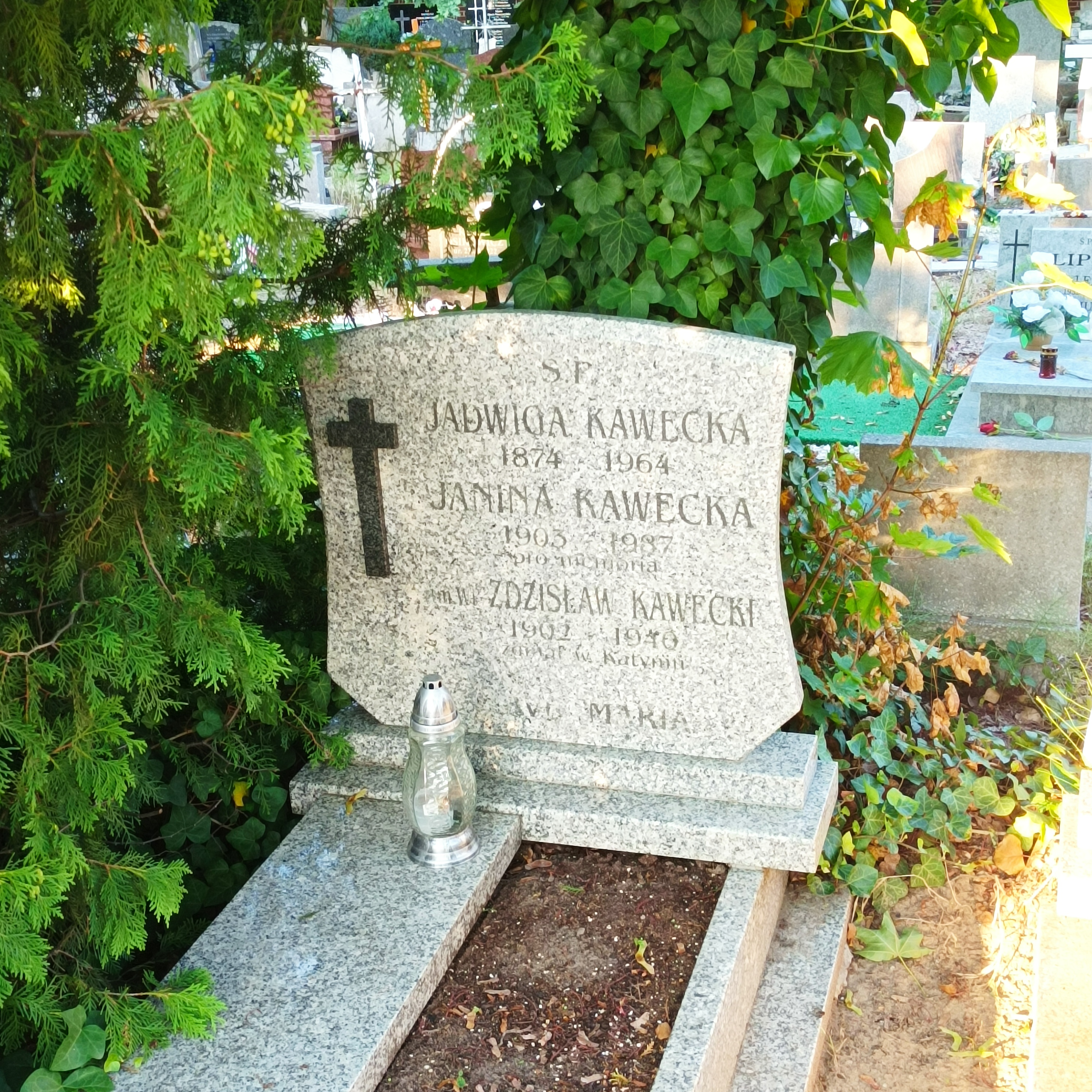
grób symboliczny Zdzisława Kaweckiego na cmentarzu św. Wawrzyńca we Wrocławiu

## Ordery i odznaczenia
- Srebrny Krzyż Zasługi – 19 marca 1937 „za zasługi na polu rozwoju sportu konnego w wojsku”[21]
- Medal Pamiątkowy za Wojnę 1918–1921[3]
- Medal Dziesięciolecia Odzyskanej Niepodległości[3]

25 czerwca 1938 Komitet Krzyża i Medalu Niepodległości odrzucił wniosek o nadanie mu tego odznaczenia.

## Upamiętnienie
5 października 2007 minister obrony narodowej Aleksander Szczygło mianował go pośmiertnie na stopień majora. Awans został ogłoszony 9 listopada 2007, w Warszawie, w trakcie uroczystości „Katyń Pamiętamy – Uczcijmy Pamięć Bohaterów”.
W dniu 25 kwietnia 2009 roku przed Gimnazjum nr 12 w Rybniku – Niewiadomiu – dzięki inicjatywie ówczesnego dyrektora szkoły Adriana Fojcika – został zasadzony „Dąb Pamięci” rotmistrza Zdzisława Kaweckiego herbu Gozdawa. W sąsiedztwie drzewa położona jest pamiątkowa tablica ufundowana przez społeczność miasta, dzielnicy i szkoły.
W ramach akcji „Katyń... pamiętamy” / „Katyń... Ocalić od zapomnienia”, w Rybniku został zasadzony Dąb Pamięci honorujący Zdzisława Kaweckiego.
Zdzisławowi Kaweckiemu został poświęcony jeden z odcinków filmowego cyklu dokumentalnego pt. Epitafia katyńskie (2010).